# یواس‌اس انسلادوس (ای‌کی-۸۰)
یواس‌اس انسلادوس (ای‌کی-۸۰) (به انگلیسی: USS Enceladus (AK-80)) یک کشتی بود که طول آن ۲۶۹ فوت ۱۰ اینچ (۸۲٫۲۵ متر) بود. این کشتی در سال ۱۹۴۲ ساخته شد.